# Улица Лейтенанта Шмидта (Астрахань)
У́лица Лейтена́нта Шми́дта — улица в историческом районе Коса в центральной части Астрахани. Начинается от пешеходной Петровской набережной Волги и идёт с северо-запада на юго-восток параллельно улицам Дантона и Энзелийской. Пересекает Кремлёвскую улицу, улицы Анатолия Сергеева и Максима Горького и заканчивается у сквера рядом с Адмиралтейской улицей, не доходя до её проезжей части.
Улица застроена малоэтажными зданиями дореволюционного периода и современным элитным жильём.

## История
С 1837 года улица называлась Перевозной, в 1920 году получила своё современное название в честь Петра Петровича Шмидта.

## Застройка
- дом 4/15/16 —  памятник архитектуры Дом Кононова (1881 года постройки)

## Транспорт
У начала улицы Лейтенанта Шмидта расположена пристань «Отель „Азимут“» (17-я пристань), от которой отправляются речные трамвайчики местного сообщения.